# Юбилейный (стадион, Сумы)
«Юбиле́йный» (укр. Ювілейний) — футбольный стадион в Сумах, Украина. Вмещает 25 830 зрителей, все места оснащены пластиковыми сиденьями.

## История
Находится стадион в центральной части города, в Городском парке имени Кожедуба.

### Стадион «Спартак»
В 1948 году здесь была расчищена площадка под футбольное поле, в 1949 году создан стадион спортивного общества «Спартак».
В 1959 году, ко II летней Спартакиаде народов СССР, стадион реконструировали.
В 1968 году под восточной и западной трибунами разместили помещения для различных секций (в частности, стрелковый тир для биатлонистов), также были построены отдельно стоящие помещения стадиона (в одном из них сейчас находится банк), количество мест на трибунах довели до 12 тысяч. Лестницу, ведущую к полю с улицы Гагарина, украсили скульптурами. Для легкоатлетов сделали гаревые (из выгоревшего угля) беговые дорожки и сектора (для прыжков, метания копья и молота, толкания ядра) с резиновым покрытием типа «Олимпия», изготовленным на местном заводе резинотехнических изделий.
Зимой на стадионе заливали хоккейное поле и каток.
В 1968—1969 годах здесь проходили матчи на первенство СССР по футболу, на «Спартаке» играли московские команды «Динамо» и «Спартак», а также киевское «Динамо».
В 1980е годы стадион стал местом проведения сумского женского хоккея на траве, а также музыкальных концертов, памятных и культурно-массовых мероприятий.
В конце 1980-х стадион закрыли и начали подготовительные работы к реконструкции, чтобы построить на его месте новый 35-тысячник, по проекту схожий с ереванским «Разданом». Но до распада СССР успели лишь начать фундаментные работы. В дальнейшем эта площадка пустовала и зарастала бурьяном.

### Стадион «Юбилейный»
В 1990е годы денег на реконструкцию стадиона не оказалось.
Проект стадиона разработали украинские архитекторы Владимир Быков и Иван Лукаш, за что были удостоены государственной премии Украины. Строительство новой арены началось 2 сентября 1999 года, когда была забита первая свая. Стадион был официально открыт 20 сентября 2001 года, незадолго после празднования 10-летия независимости Украины и в преддверии 350-летнего юбилея Сум (основаны в 1655 году). На момент открытия стадион официально вмещал порядка 28 тысяч зрителей. Часть мест была стоячими. В настоящее время все места оборудованы индивидуальными сидениями и почти все находятся под навесом (за исключением первых рядов нижнего яруса). Так же стадион с 2003 года обладает рекордом Первой лиги по посещаемости матча — 29300 зрителей на матче «Спартак» — «Нефтяник» (Ахтырка).
По состоянию на начало 2008 года, наибольшим пакетом акций ОАО «Спартак», к которому относится стадион (42 %), владел Сумский облсовет, ещё 19 % акций находились в собственности «Укрнефть».
11 июля 2009 года на стадионе прошёл матч за Суперкубок Украины между киевским «Динамо» и полтавской «Ворсклой», завершившийся победой киевлян в серии послематчевых пенальти. 25 мая 2011 года «Юбилейный» принял финал Кубка Украины 2010/11, в котором донецкий «Шахтёр» одержал победу над киевским «Динамо».
27 мая 2019 года участник чемпионата Сумской области «LS Group» на своем сайте объявил, что свои матчи он будет проводить на стадионе «Юбилейный»

## Характеристики
- Вместимость: 25 830 зрителей
- Ярусов: 2 (центральная трибуна одноярусная)
- Размер поля: 105 × 68 м
- Крыша: 80 % зрительских мест
- Год открытия: 2001 г.
- Адрес: 40030, г. Сумы, ул. Гагарина, 9; телефон: (0542) 61-17-00

В центре южной трибуны установлено видеотабло производства венгерской фирмы «Видеотон» размером 3,69 × 5,94 м. Световое оборудование фирмы «Ватра», прожекторы освещения располагаются на крыше.